# Рудник Солонечный
Рудник Солонечный — населенный пункт в Газимуро-Заводском районе Забайкальского края России. Административный центр сельского поселения «Солонеченское». 

## География
Село находится в юго-восточной части района на расстоянии примерно 38 километров по прямой на восток от села Газимурский Завод. 
Климат
Климат резко континентальный с продолжительной морозной зимой и тёплым летом. Средняя температура воздуха самого холодного месяца (января) составляет −28 — −30 °C; средняя температура самого тёплого месяца (июля) — 16 — 18°C. Среднегодовое количество атмосферных осадков составляет 300—350 мм.. 
Часовой пояс
Рудник Солонечный находится в часовой зоне МСК+6. Смещение применяемого времени относительно UTC составляет +9:00.

## История
Официальный год основания 1923.
Образован в связи с необходимостью разработки Солонечного месторождения флюорита. При строительстве рудника построены обогатительная ф-ка, школа, жилые дома, здания соцкультбыта. Поселение у месторождения флюорита было известно еще с 1834 года. Здесь проживали приписные крестьяне, ссыльно - каторжные, добывавшие этот минерал, необходимый для выплавки серебра на местных заводах. В связи с экономическим кризисом в России (и в мире) деятельность рудника была приостановлена.

## Население
Постоянное население составляло 832 человека в 2002 году (русские 98%), 688 человек в 2010 году.

## Инфраструктура
Здесь находятся сельская участковая больница, дом интернат для престарелых и инвалидов, дом культуры, детский сад, средняя школа, библиотека, магазины, пекарня.